# Новосёлка (Залещицкая городская община)
Новосёлка (укр. Новосілка) — село в Залещицкой городской общине Чортковского района Тернопольской области Украины.
До 2020 года входило в Залещицкий район.
Код КОАТУУ — 6122086201. Население по переписи 2001 года составляло 1691 человек.

## Географическое положение
Село Новосёлка находится на берегу реки Хромовая,
ниже по течению примыкает село Винятинцы.
Через село проходит автомобильная дорога Т-2018.

## История
- 1530 год — дата основания.

## Объекты социальной сферы
- Школа I—II ст.
- Дом культуры.
- Фельдшерско-акушерский пункт.

## Достопримечательности
- Братская могила советских воинов.